# Winterborne Whitechurch
Winterborne Whitechurch – wieś w Anglii, w hrabstwie Dorset. Leży 18 km na północny wschód od miasta Dorchester i 167 km na południowy zachód od Londynu.